# 토머스 제인
토머스 제인(Thomas Jane, 1969년 2월 22일 ~ )은 미국의 배우, 제작자, 감독, 만화 작가이다. HBO 텔레비전 드라마 《헝》(2009-11)으로 2010년부터 2012년까지 3년 연속 골든 글로브상 뮤지컬·코미디 드라마 부문 남우주연상 후보에 지명됐으며, 2010년 제15회 새틀라이트상의 동일 부문 후보에 오르기도 했다.
직접 세운 소규모 미디어 회사 로 스튜디오스(RAW Studios)에서 본인이 이야기를 담당한 만화 《Bad Planet》(2005-)을 내고 있다. 2009년 영화 《다크 컨트리》를 통해 감독 데뷔했다.

## 출연 작품

### 영화
- 뱀파이어 해결사 (1992)
- 네미시스 (1992)
- 크로우 2 (1996)
- 페이스 오프 (1997)
- 부기 나이트 (1997)
- 목요일 (1998)
- 씬 레드 라인 (1998)
- 딥 블루 씨 (1999)
- 매그놀리아 (1999)
- 언더 서스피션 (2000)
- 오리지널 씬 (2001)
- 61* (2001)
- 피너츠 송 (2002)
- 드림캐쳐 (2003)
- 퍼니셔 (2004)
- 미스트 (2007)
- 뮤턴트: 다크 에이지 (2008)
- 킬샷 (2008)
- 다크 컨트리 (2009, Dark Country) - 연출 겸임
- 스콧 필그림 (2010)
- 폰 샵 클로니클스 (2013)
- 버진 스노우 (2014)
- 헤븐리 소드 (2014)
- 더 타겟 (2014)
- 바이스: 범죄도시 (2015)
- 메이즈 헌터: 살인곰의 습격 (2015)
- 더 킬러: 소녀 살인 (2016) - 카터 역
- 썸니아 (2016)
- USS 인디애나 폴리스 (2016)
- 핫 썸머 나이츠 (2017)
- 1922 (2017)
- 액슬 (2018)
- 더 프레데터 (2018)
- 크라운 빅 (2019)
- 사라져버린 (2020) - 폴 역
- 배틀 크랙 (2020) - 애덤스 킹 역
- 플레인 하이스트 (2020) - 해리 역
- 워닝 (2021)
- 벤데타: 복수의 시간 (2022) - 단테이 역

### 텔레비전
- 못말리는 패밀리 (2004)
- 고스트 & 크라임 (2006)
- 헝 (2009-11)
- 더 익스팬스 (2015-19)
- 로봇 치킨 (2019) - 목소리